# Pardosa aquila
Pardosa aquila este o specie de păianjeni din genul Pardosa, familia Lycosidae, descrisă de Jan Buchar și Thaler, 1998. Conform Catalogue of Life specia Pardosa aquila nu are subspecii cunoscute.